# ويليام غرين (لاعب كرة قدم أمريكية)
ويليام غرين (بالإنجليزية: William Green) هو لاعب كرة قدم أمريكية أمريكي، ولد في 17 ديسمبر 1979 في اتلانتيك سيتي في الولايات المتحدة.

## وصلات خارجية
- ويليام غرين على موقع مرجع كرة القدم المحترفة.كوم (الإنجليزية)